# Дефекты обработки древесины
Дефе́кты обрабо́тки древеси́ны — пороки древесины механического происхождения, возникающие при обработке древесины человеком: заготовке, транспортировке, пилении и т. д.. В стандарте, описывающем пороки древесины, включены в раздел инородные включения, механические повреждения и пороки обработки.
Дефекты возникают как в результате сознательного воздействия на дерево человеком (карра), так и в результате неисправности или неправильной наладки деревообрабатывающего инструмента и могут служить показателями качества обработки древесины,  не уменьшая её прочности (риски, волнистость, мшистость, ожог и рябь шпона). Также дефекты могут появляться как следствие естественных пороков древесины (например, кривизны ствола, косослоя).

## Условные обозначения
- Полужирным шрифтом выделяются названия дефектов, присутствующие в ГОСТ.
- Полужирным курсивом выделяются названия дефектов, отсутствующие в ГОСТ.
- Курсивом выделяются термины, а также пишутся названия, приведённые в другом месте статьи или в другой статье данной тематики.
- (неофиц.) — неофициальное название понятия, присутствующего в ГОСТ.
- (сокр.) — сокращённое название.

## Механические повреждения ствола
К механическим повреждениям, или травмам ствола относятся глубокие или поверхностные повреждения, нанесённые инструментами или механизмами при выращивании, подсочке, заготовке, транспортировке, сортировке и обработке.
- Заруб — местное повреждение поверхности лесоматериала топором. Способствует заражению дерева или сортимента грибами; может уменьшить выход пиломатериалов и фанеры.  Типичный заруб представляет собой глубокое повреждение, этим от него отличается
  - затёска — плоская рана, нанесённая топором или другим режущим инструментом. Кроме коры захватывает поверхностные слои древесины.
- Запил — местное повреждение поверхности лесоматериалов инструментами и механизмами (например, пилой, тросом лебёдки). По влиянию на качество материала подобен зарубу.
- Отщеп — отходящая от торца круглого лесоматериала сквозная боковая трещина[2]. По мере удаления от торца толщина отщепившейся части уменьшается. Возникает при заготовке или распиловке лесоматериалов. Может представлять собой полное отсутствие части ствола на торце.
- Скол — участок с отколовшейся древесиной в приторцовой зоне лесоматериала. По мере удаления от торца толщина отколовшейся части уменьшается. Возникает при заготовке или распиловке лесоматериалов.
- Вырыв — углубление на поверхности материала, иногда — полное отсутствие части ствола, с неровным ребристым дном, образованное в результате местного удаления (например, выкалывания или выпадания) древесины при заготовке или обработке. Сопутствует задирам (см. ниже), сучкам, косослою, свилеватости и завиткам (см.).
- Накол — местное повреждение лесоматериала острым предметом (например, багром). В круглых лесоматериалах, пиломатериалах или деталях в виде неглубоких (1,5—2,0 см), а в шпоне — сквозных отверстий. Часто сопровождается химическими окрасками, портит внешний вид материала или изделия. Может быть причиной грибного поражения.
- Облом — торец, образовавшийся при разламывании древесины.

## Дефекты переработки древесины

### Дефекты распиловки
Дефекты распиловки древесины образуются при продольной распиловке на пиломатериалы. Вызывают брак продукции и снижают её качество.
- Обзол[2] — часть боковой поверхности бревна, часто с корой, сохранившаяся на обрезном пиломатериале. Увеличивает количество отходов при распиловке и затрудняет использование материала по назначению. Виды:
  - тупой обзол — занимает часть ширины кромки;
  - острый обзол — занимает всю ширину кромки.
- Риски — периодически повторяющиеся глубокие следы, оставленные на поверхности материала режущими инструментами (пилами, торцовыми фрезами, лущильными или строгальными станками). Риски могут оставить пилы, установленные непараллельно ходу пильной рамки, неточно разведённые или блуждающие; причиной может служить ослабление пил при нагреве или их недостаточное натяжение.
- Волнистость — непрямолинейный пропил или неровности на поверхности лесоматериала в виде чередующихся дугообразных возвышений и впадин. Образуется в результате неплоского пропила, неравномерной усушки или неправильного хранения при просушке. Причинами неплоского пропила могут быть блуждание пил или качание пильной рамки, вызванное слабым зажимом её ползунов в направляющих.
- Ворсистость — присутствие на поверхности материала часто расположенных не полностью отделённых волокон древесины, придающих ему шероховатость. Образуется при работе тупыми пилами, неправильном разводе зубьев, установке пил непараллельно ходу пильной рамки, слабом натяжении пил и их блуждании в процессе работы.
- Мшистость — сильная ворсистость, выражающаяся в присутствии на поверхности материала часто расположенных пучков не полностью отделённых волокон и мелких частиц древесины.
- Бахрома — сплошная или прерывистая лента пучков не полностью отделённых волокон и частиц древесины на рёбрах пиломатериала. Особенно часто образуется при распиловке древесины в осенне-летний период. Предпосылками её появления служат особенности строения и физико-механических свойств древесины, наличие в ней пороков (косослоя, свилеватости, крупных сучков), а также некачественная подготовка и установка режущего инструмента. Создаёт затруднения при использовании материала. Рекомендации по предотвращению появления бахромы были разработаны в 1966 г. сотрудниками ЦНИИ механической обработки древесины (ЦНИИМОД)  Остроумовым и Шубиной.

### Другие дефекты переработки
- Скос пропила — неперпендикулярность торца продольной оси сортимента.
- Рваный торец — присутствие на торце лесоматериала часто расположенных мелких углублений и пучков не полностью удалённых волокон и мелких частей древесины.
- Козырёк — выступающий над поверхностью торца участок древесины, возникший в  результате неполного поперечного пропиливания лесоматериала.
- Закорина — участок коры, сохранившийся на поверхности шпона, выработанного из чураков, имеющих местные неровности, повреждения поверхности ствола и такие пороки, как кривизна, ребристая закомелистость и прорость (см.). Часто выпадает, оставляя на поверхности шпона дырки и углубления.
- Заусенец — козырёк острой защепистой формы, примыкающий к продольному ребру пиломатериала или детали.
- Задир — частично отделённый и приподнятый над поверхностью лесоматериала участок древесины с защепистыми краями. Сопутствует сучкам, косослою, свилеватости и завиткам (см.). Обычно встречается на струганых поверхностях в результате плохой заточки режущего инструмента.
- Выщербины — часто расположенные на поверхности пиломатериала или детали мелкие углубления, образовавшиеся в результате отрыва пучков волокон или частиц древесины.
- Рябь шпона, или негладкое лущение (неофиц.) — присутствие на поверхности шпона часто расположенных мелких углублений, ориентированных вдоль волокон.
- Вмятина — углубление на поверхности лесоматериала, образованное в результате местного смятия древесины, например, в результате падения или удара молотком.
- Царапина — повреждение поверхности материала острым предметом в виде узкого, длинного углубления, носящее случайный характер.
- Выхват — углубление по всей ширине обрабатываемой поверхности, возникшее в результате удаления при фрезеровании части пилопродукции или детали ниже плоскости фрезерования. Может образоваться при строгании электрорубанком.
- Непрофрезеровка — непрофрезерованный участок поверхности пилопродукции или детали, подвергавшейся фрезерованию.
- Гребешок — участок необработанной поверхности сортимента в виде узкой полосы, выступающей над обработанной поверхностью, возникающий в результате дефекта режущей кромки инструмента.
- Прошлифовка — удаление при шлифовании части лесоматериала ниже обрабатываемой поверхности.
- Недошлифовка — нешлифованный участок поверхности материала, подвергавшейся шлифованию.
- Ожог — участок поверхности древесины, потемневший в результате частичного обугливания от воздействия высоких температур, возникающих при повышенном трении режущих инструментов о древесину. Ухудшает внешний вид изделия.